# Hvor Nilen vander
Hvor Nilen vander er en amerikansk stumfilm fra 1919.

## Medvirkende
- Geraldine Farrar som Lady Isabelle Channing
- Lou Tellegen
- Alec B. Francis som Sir John Carleton
- Edythe Chapman som Lady Snowden
- Casson Ferguson som Sir Charles Channing